# Willem Holtrop

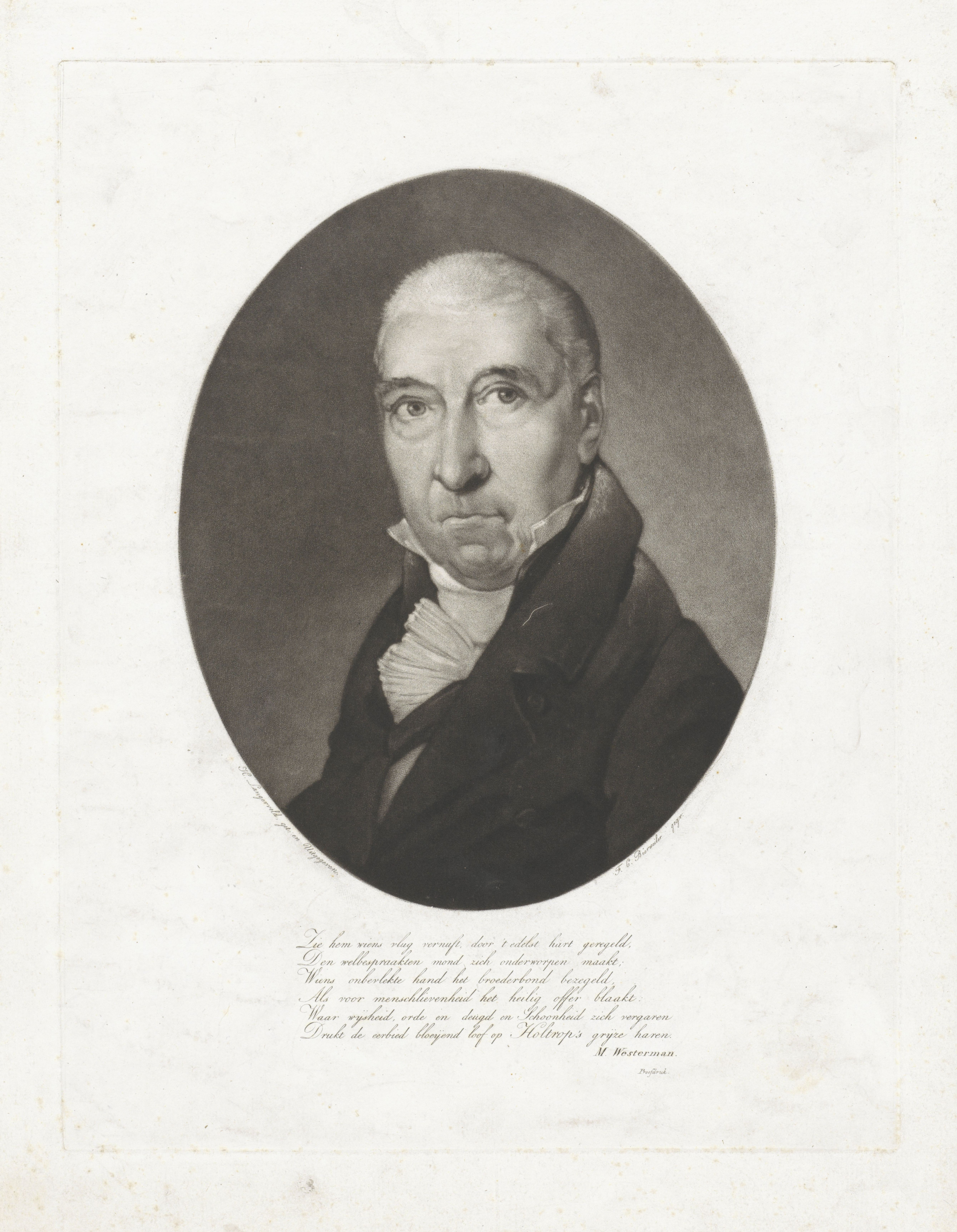
Portret van Willem Holtrop

Willem Holtrop (Dordrecht, 23 oktober 1751 - Amsterdam, 11 mei 1835) was een Nederlands uitgever, bestuurder en politiefunctionaris.
Willem Holtrop werd geboren in Dordrecht als zoon van de uit Engeland afkomstige John Holtrop. Hij doorliep de Latijnse school en werd daarna actief in de boekhandel in Amsterdam. Daar werd hij bekend als uitgever van patriottische geschriften.
Ten tijde van de Bataafse Republiek had hij van 2 maart 1796 tot 21 maart 1797 zitting in het "Intermediaar Provinciaal Bestuur" van de provincie Holland. In 1806 benoemde koning Lodewijk Napoleon Bonaparte van het Koninkrijk Holland hem tot commissaris van politie van Amsterdam. Later vervulde hij die functie ook tijdens de Franse inlijving en later ook ten tijde van het Verenigd Koninkrijk der Nederlanden onder koning Willem I.
Willem Holtrop was tevens actief in de vrijmetselarij. Hij was de vader van Jan Steven van Esveldt Holtrop